# Обединен национален фронт
Обединеният национален фронт (на синхалски: එක්සත් ජාතික පෙරමුණ) е дясноцентристка консервативна политическа коалиция в Шри Ланка.
Основана е през 2001 година от Обединената национална партия и през годините включва различни нейни по-малки съюзници. Лидерът на партията Ранил Викрамасингхе оглавява правителството през 2001-2004 година, след което партията е в опозиция. През 2015 година коалицията подкрепя избора за президент на Майтрипала Сирисена, а през август е първа на парламентарните избори с 46% от гласовете и 106 от 225 места в парламента.